# 北镇街道 (北镇市)
北镇街道，是中华人民共和国辽宁省锦州市北镇市下辖的一个乡镇级行政单位。

## 行政区划
北镇街道下辖以下地区：
大佛寺社区、双塔社区、南关社区、城西社区、万紫山社区、西上坡村、小南门村、塔前村、二道壕村和南关村。